# انزو چیلنتی
اِنزو چیلنتی (انگلیسی: Enzo Cilenti؛ زادهٔ ۸ اوت ۱۹۷۴) هنرپیشه اهل بریتانیا است. وی از سال ۱۹۹۸ میلادی تاکنون مشغول فعالیت بوده‌است.
از فیلم‌ها یا برنامه‌های تلویزیونی که وی در آن نقش داشته‌است، می‌توان به هاردهوم، هدیه، نوع چهارم، آینده، نه، خاطرات عجیب و غریب، کیک-اس ۲، میلیون‌ها، نگهبانان کهکشان، نظریه همه‌چیز، مریخی، مردی که بی‌نهایت را می‌دانست، مأموران مخفی، بچه بریجت جونز، لوتر، در چرخه، بینوایان، رم، برج، به من دروغ بگو، دکتر هاوس، زنبوردار و مردی با قلب آهنین اشاره کرد.